# Крымова, Наталья Анатольевна
Ната́лья Анато́льевна Кры́мова (12 января 1930, Москва, РСФСР, СССР — 1 января 2003, Москва, Россия) — советский и российский театральный критик и театровед, заслуженный деятель искусств Российской Федерации (1997), кандидат искусствоведения (1971).

## Биография
Дочь театроведа и поэтессы Зинаиды Акимовны Чалой (1899—1971). Работала в журнале «Театр». Создала цикл телевизионных передач. Автор книг «Имена. Рассказы о людях театра» (Москва: «Искусство», 1971), «Любите ли вы театр?» и других. Избранные сочинения вышли посмертно в 4-х книгах под названием «Имена» (Москва: «Трилистник», 2005, 2008).
Как и все критики 1950—1980-х годов, Крымова воспринимала театр как часть общественной и культурной структуры, а не отдельное «чистое искусство».
«Крымова, — писала А. Михайлова, — могла без страха и упрёка обернуться и посмотреть назад, в её жизни не было статей или поступков, за которые следовало бы корить себя, тем более — стыдиться. Она была, пожалуй, последним представителем поколения, для которого нравственное и эстетическое в искусстве шло неразрывно, бок о бок и друг без друга существовать не могли».

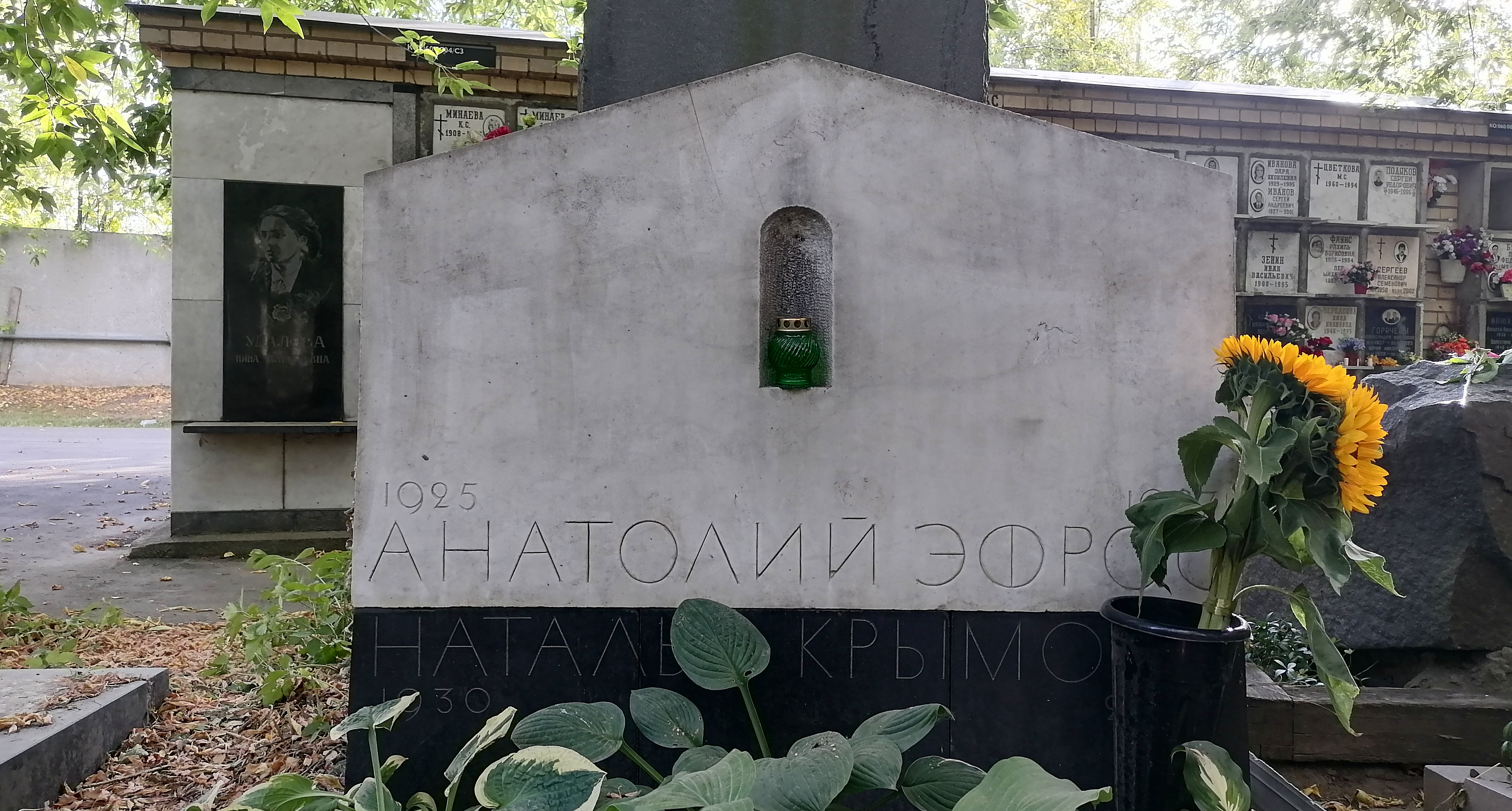
Семейное захоронение А. Эфроса и Н. Крымовой на Кунцевском кладбище

Похоронена на Кунцевском кладбище (10 уч.).

### Семья
- Муж — режиссёр Анатолий Эфрос (1925—1987).
  - Сын — театральный художник и режиссёр Дмитрий Крымов (род. 1954).